# Skyworks Solutions
Skyworks Solutions, Inc. er en amerikansk halvleder-mikrochipvirksomhed. De udvikler og fremstiller halvledere til brug i radiofrekvenser (RF) og mobil kommunikationssystemer.